# Roda de campanes

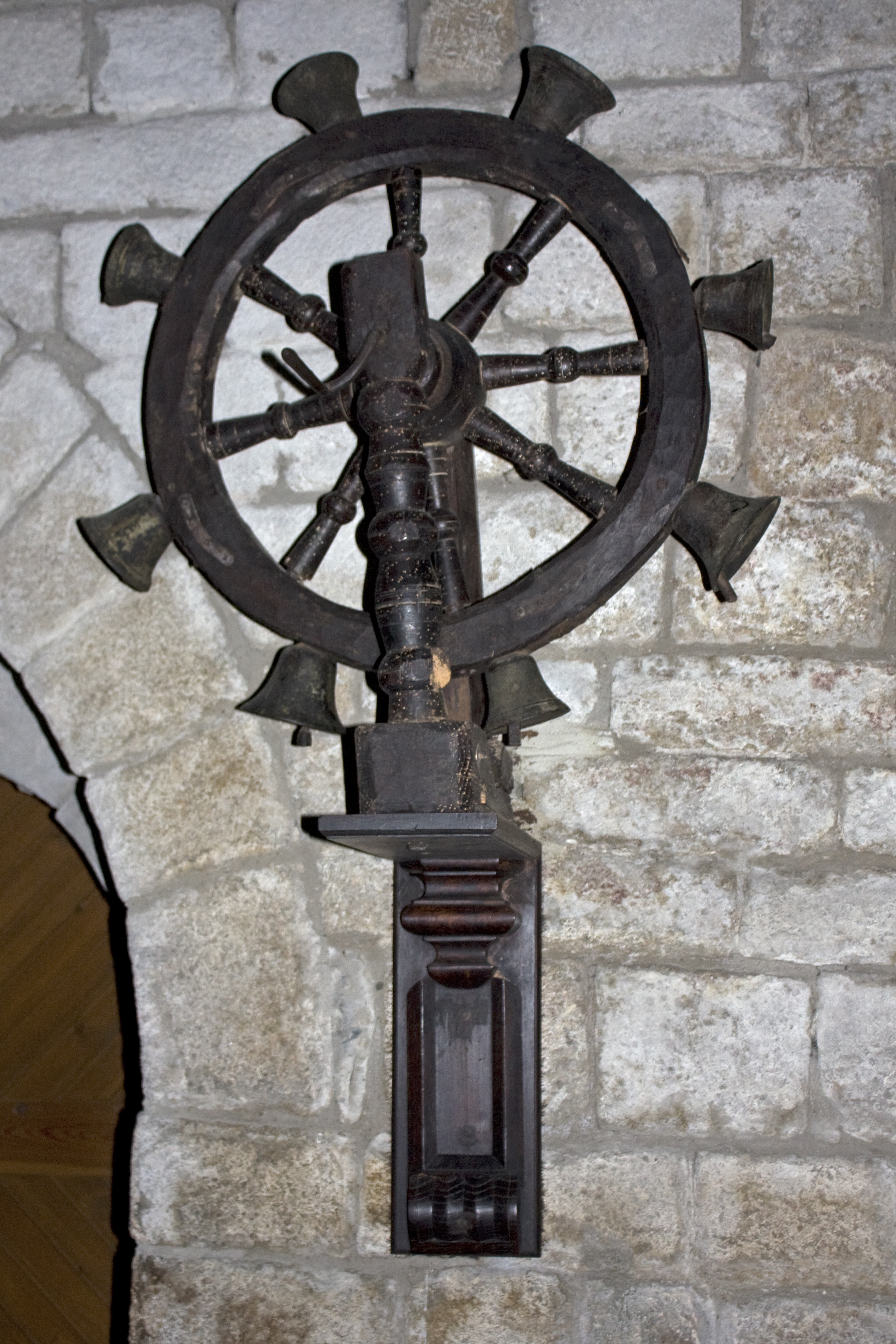
Roda de campanes de l'església de la Mair de Deu dera purificacion de Bossòst

Una roda de campanes, també anomenada rotlle (o rogle) de campanetes, rodella de campanetes o volta de campanetes, és un objecte litúrgic present en nombroses esglésies, encara que actualment és gairebé en desús.
Es feia sonar en certes diades, durant la missa, al moment de l'elevació i en cantar el Glòria.
En castellà s'anomena rueda de campanillas o rolde de campanillas, en francès roue à clochettes i en italià s'anomena ciarangella.